# 渥美和彦
渥美 和彦（あつみ かずひこ、1928年9月25日 - 2019年12月31日）は、日本の医学者。専門は医用工学。東京大学名誉教授。医学博士。大阪府出身。旧制北野中学校、旧制第三高等学校、東京大学医学部卒業。

## 人物
渥美と漫画家・医師の手塚治虫は旧制北野中学校（現：大阪府立北野高等学校）の同級生であり、手塚が『鉄腕アトム』に登場させたキャラクターであるお茶の水博士を描くに際しては同級生であった渥美をモデルの一人としたことを渥美本人に打ち明けている。

## 略歴
- 1960年3月 - 「直視下心臓内手術における蛋白代謝の研究」により東京大学から医学博士の学位を授与される。
- 1964年 - 東京大学医学部医用電子研究施設助教授
- 1967年 - 東京大学医学部医用電子研究施設教授
- 1989年 - 東京大学名誉教授
- 1990年 - 日本工学院専門学校校長
- 1995年 - 鈴鹿医療科学大学学長
- 2019年 - 死去。91歳没。

## 受賞等
- 日経BP技術賞（医療部門）（1991年）
「補助人工心臓の実用化技術」
- 高分子科学功績賞（1993年度）
「医用高分子の基礎的研究とその人工臓器への応用」
- バイオマテリアル科学功績賞（1988年）
- 瑞宝中綬章（2012年）[4]

## 学会および社会における活動
- 1991年7月　第15期日本学術会議会員
- 1994年7月　第16期日本学術会議第七部長
- 日本統合医療学会理事長
- 日本代替・相補・伝統医療連合会議理事長
- 日本サーモロジー学会名誉理事長
- 日本生体磁気学会会長（1986年-1997年）、名誉会長
- 日本人工臓器学会理事長（1980年-1982年）
- 国際人工臓器学会会長
- 日本コンピュータ外科学会名誉会員
- 日本生体医工学会名誉会員
- 日本レーザー医学会名誉理事長
- 日本超音波医学会功労会員
- 日本胸部外科学会特別会員
- 日本抗加齢医学会顧問
- 日本養生学会顧問
- 新日本未来学会顧問
- 国際生命情報科学会学術顧問
- 日本Men's Health医学会顧問
- 財団法人医科学応用研究財団理事
- 本田財団理事
- 財団法人熱・電気エネルギー技術財団理事
- 財団法人富山県健康スポーツ財団顧問
- 財団法人下中記念財団評議員

## 著書
- 『人工臓器』東京大学出版会, 1970
- 『人工臓器 人間と機械の共存』(岩波新書) 1973
- 『ME診療入門』金原出版, 1978
- 『人工心臓 未知なるミクロコスモスへの挑戦』三田出版会, 1989
- 『人工臓器 生と死をみつめる新技術の周辺』(NHKブックス 日本放送出版協会, 1996
- 『自分を守る患者学 なぜいま「統合医療」なのか』(PHP新書) 2002
- 『老い方上手 統合医療がよくわかる』PHP研究所, 2009
- 『医者の世話にならない生きかた』ダイヤモンド社, 2013

### 共著編、監修
- 『狂気の中の正気 文明のあすを問いなおす』国弘正雄、小松左京、森政弘、吉田夏彦共著. 実業之日本社, 1974
- 『人工臓器と臓器移植』稲生綱政共著  教養講座ライフサイエンス 共立出版, 1976
- 『医用高分子』中林宣男、赤池敏宏、桜井靖久、丹沢宏、柴元靖、近藤保共著 (共立化学ライブラリー 共立出版, 1978
- 『レーザー医学 基礎と臨床』責任編集. 中山書店, 1980
- 『人工臓器ガイダンス』編集. メヂカルフレンド社, 1982
- 『明日の医療 5　技術革新』編 中央法規出版, 1984
- 『ライフサイエンスにおける人工臓器と臓器移植』稲生綱政共著. 共立出版, 1986
- 『バイオマグネトロニクス入門』小谷誠,上野照剛共編. オーム社, 1986
- 『人工臓器 不老不死の時代は来るか』編著. 東京書籍 (シリーズ1990), 1987
- 『人工臓器工学 設計と開発の方法論』大坪修,藤正巌共編. 講談社, 1988
- 『医工学治療機器マニュアル 作用原理・操作・点検・保守 2 循環補助』編、金原出版, 1992
- 『バイオメーション 21世紀の方法序説』正慶孝共著. 清流出版, 1998
- 『皮膚科・形成外科医のためのレーザー治療』渥美和彦 [ほか]編. メジカルビュー社, 2000
- 『統合医療への道 21世紀の医療のすがた』上野圭一 聞き手. 春秋社, 2000
- 『代替医療のすすめ 患者中心の医療をつくる 対談』廣瀬輝夫共著. 日本医療企画, 2001
- 『介護予防サービス・インストラクション 統合医療に基づくアプローチ』監修, 白川太郎, 中島宏, 華学和博, 柴川理一郎著. 産心社, 2005
- 『医者と歯医者の本音のアドバイス 85歳を過ぎたから言える!!医者まかせにしない健康長寿』福岡明共著. 健康と良い友だち社, 2014.2

### 翻訳
- 『心臓置換 医学・倫理・心理および経済の諸問題について』訳. 東京大学出版会, 1972